# Pijaki
Pijaki – uroczysko należące do Dąbrówki Malborskiej, dawna osada tej wsi, w Polsce w województwie pomorskim, w powiecie sztumskim, w gminie Stary Targ.
W latach 1975–1998 miejscowość administracyjnie należała do województwa elbląskiego. Istniała do 2005, kiedy zlikwidowano ją wskutek nabycia statusu osady opuszczonej.